# Canton de Gap-Centre
Le canton de Gap-Centre est une ancienne division administrative française située dans le département des Hautes-Alpes et la région Provence-Alpes-Côte d'Azur.

## Histoire
Canton créé en 1973.
Ancien canton de Gap (1833 à 1973) : voir canton de Gap-Sud-Ouest.

## Représentation
| Période | Période      | Identité               | Étiquette       | Qualité |
| ------- | ------------ | ---------------------- | --------------- | --- |
| 1973    | 1979         | Pierre Bernard-Reymond | UDF-CDS         | Ancien membre du cabinet de Joseph Fontanet Député (1971-1977) Vice-Président du Conseil Général (1976-1979) Secrétaire d'État (1977-1981) |
| 1979    | 1988 (décès) | Raymond Chappa         | UDF-CDS         | Adjoint au maire de Gap |
| 1989    | 1998         | André Guiboud-Ribaud   | RPR             | Imprimeur Conseiller municipal de Gap (1971-2001)                                                                                          |
| 1998    | 2015         | Roger Didier           | PRG puis NC-UDI | Ancien cadre Maire de Gap depuis 2007 Vice-Président du Conseil Général                                                                    |

## Composition
Le canton de Gap-Centre se composait d’une fraction de la commune de Gap. Il comptait 8 998 habitants (population municipale) au 1er janvier 2012.
| Nom             | Code Insee | Intercommunalité       | Population (dernière pop. légale)              |
| --------------- | ---------- | ---------------------- | ---------------------------------------------- |
| Gap (chef-lieu) | 05061      | CA Gap-Tallard-Durance | Fraction : 8 998(2012) Commune : 40 225 (2014) |

## Démographie
| 1982 | 1990  | 1999  | 2006  | 2011  | 2012  |
| ---- | ----- | ----- | ----- | ----- | ----- |
| -    | 6 392 | 7 012 | 7 704 | 9 073 | 8 998 |